# Gerd Lehmkuhl
Gerd Lehmkuhl (* 6. September 1948 in Bremerhaven) ist ein deutscher emeritierter Professor für Kinder- und Jugendpsychiatrie an der Universität zu Köln (von 1988 bis 2014) und Psychotherapeut.

## Werdegang
Gerd Lehmkuhl studierte Medizin an den Universitäten Köln und Hamburg sowie Psychologie an der RWTH  Aachen. Im Jahr 1973 wurde er in Medizin promoviert. 1979 beendete er sein Psychologiestudium mit dem Diplom und absolvierte seine individualpsychologische Ausbildung. Währenddessen war er Assistent in den Abteilungen Neurologie, Psychiatrie und Kinderheilkunde der RWTH Aachen. Dem folgten Anerkennungen zum Facharzt für Neurologie und Psychiatrie sowie Kinder- und Jugendpsychiatrie und Psychotherapeutische Medizin.
Seit 1980 zunächst wissenschaftlicher Mitarbeiter, war er ab 1982 Oberarzt in der Klinik für Kinder- und Jugendpsychiatrie des Zentralinstituts für seelische Gesundheit in Mannheim. Seine Anerkennung als Psychoanalytiker erhielt er 1985 durch die Ärztekammer. Im Jahr 1986 habilitierte er für das Fach Kinder- und Jugendpsychiatrie mit einer neuropsychologischen Arbeit über die Folgen von Schädel-Hirn-Traumen. 
1988 bekam er den Ruf auf den neu gegründeten Lehrstuhl für Kinder- und Jugendpsychiatrie und Psychotherapie an der Universität zu Köln. Lehmkuhl war von 1988 bis Ende 2014 Direktor ebendieser Klinik. Besondere Beachtung erhielt seine Therapie von Kindern und Jugendlichen mit SSRI und anderen Psychopharmaka. 
Von 1989 bis 1999 war er zudem Institutsvorsitzender des Alfred-Adler-Instituts Aachen-Köln, an dem er u. a. einen Ausbildungsgang zum analytischen Kinder- und Jugendlichenpsychotherapeuten initiierte und etablierte. 2000 bis 2004 war er Dekan der Medizinischen Fakultät der Universität zu Köln.
Er war von 1990 bis 2013 verantwortlicher Herausgeber der Zeitschrift für Individualpsychologie und von 1989 bis 2013 Mitherausgeber der Zeitschrift für Kinder- und Jugendpsychiatrie und Psychotherapie. Er ist außerdem Vorstandsvorsitzender der bundesweiten Stiftung Achtung! Kinderseele, deren Ziel ist, über Auswirkungen seelischer Erkrankungen bei Kindern und Jugendlichen zu informieren und entsprechende Projekte zur Verbesserung ihrer psychischen Gesundheit zu initiieren. 
Schwerpunkte seiner wissenschaftlichen Arbeit sind die Diagnostik und Therapie von Aufmerksamkeitsdefizit-/Hyperaktivitätsstörungen, die Epidemiologie psychischer Störungen im Kindes- und Jugendalter, die Diagnostik und Therapie von Schlafstörungen sowie die Versorgungsepidemiologie.

## Mitgliedschaften
- Ehemals Mitglied des Wissenschaftlichen Beirates Psychotherapie der Bundesärztekammer
- Ehemals Mitglied der Sachverständigenkommission für Psychologische Psychotherapie und Kinder- und Jugendlichen-Psychotherapie beim Institut für medizinische und pharmazeutische Prüfungsfragen (IMPP)
- Mitglied im Hochschulrat der Universität zu Köln
- Ehemals Leiter der Weiterbildungskommission der Deutschen Gesellschaft für Kinder- und Jugendpsychiatrie und Psychotherapie
- Mitglied der Deutschen Gesellschaft für Individualpsychologie
- Mitglied des Alfred-Adler-Instituts Aachen-Köln sowie des Alfred-Adler-Instituts Berlin
- Vorstandsvorsitzender der Stiftung „Achtung! Kinderseele“

## Schriften (Auswahl)
Als Autor
- Kognitive, neuropsychologische, psychopathologische und klinische Befunde bei 12- bis 14jährigen Kindern nach unterschiedlich schweren und lang zurückliegenden Schädel-Hirn-Traumen. 1986 (Habilitationsschrift, Universität Heidelberg, 1987).
- mit Manfred Döpfner: DISYPS-KJ: Diagnostik-System für psychische Störungen im Kindes- und Jugendalter nach ICD-10 und DSM-IV. Klinische Diagnostik, Elternurteil, Erzieher- und Lehrerurteil, Selbsturteil. Manual. Huber, Bern 1998; 2., korrigierte und ergänzte Auflage 2000.
- mit Manfred Döpfner, Stephanie Schürmann: Wackelpeter und Trotzkopf: Hilfen bei hyperkinetischem und oppositionellem Verhalten. Beltz PVU, Weinheim 1999; 4. Auflage 2011.
- mit Manfred Döpfner, Jan Frölich: Ratgeber hyperkinetische Störungen: Informationen für Betroffene, Eltern, Lehrer und Erzieher. Hogrefe, Göttingen 2000.
- mit Manfred Döpfner, Jan Frölich: Hyperkinetische Störungen. Hogrefe, Göttingen 2000; 2. überarbeitete Auflage 2013 mit dem Titel: Aufmerksamkeitsdefizit-/Hyperaktivitätsstörungen.
- mit Wolfgang Oelsner: Schulangst: Ein Ratgeber für Eltern und Lehrer. Walter, Düsseldorf 2002; Taschenbuch: DTV, München 2004.
- mit Christopher Adam, Jan Frölich, Kathrin Sevecke, Manfred Döpfner: Aufmerksamkeitsdefizit-/Hyperaktivitätsstörung im Kindes-, Jugend- und Erwachsenenalter. Uni-Med Verlag, Bremen 2004, ISBN 3-89599-617-3.
- mit Alexander von Gontard: Enuresis. Hogrefe, Göttingen 2002; 2., überarbeitete Auflage 2009.
- mit Alexander von Gontard: Ratgeber Einnässen: Informationen für Betroffene, Eltern, Lehrer und Erzieher. Hogrefe, Göttingen 2004; 2., überarbeitete Auflage 2012.
- mit Wolfgang Oelsner: Adoption: Sehnsüchte, Konflikte, Lösungen. Walter, Düsseldorf 2005; 2. Auflage: Patmos, Düsseldorf 2008.
- mit Leonie Fricke: Schlafstörungen im Kindes- und Jugendalter: Ein Therapiemanual für die Praxis. Hogrefe, Göttingen 2006.
- mit Manfred Döpfner, Hans-Christoph Steinhausen: Aufmerksamkeitsdefizit- und Hyperaktivitätsstörung (ADHS). Hogrefe, Göttingen 2006; 2., überarbeitete Auflage 2013.
- mit Jan Frölich: Computer und Internet erobern die Kindheit: Vom normalen Spielverhalten bis zur Sucht und deren Behandlung. Schattauer, Stuttgart 2012.
- mit Fritz Poustka, Martin Holtmann, Hans Steiner: Praxishandbuch Kinder- und Jugendpsychiatrie. Hogrefe, Göttingen 2015.
- mit Franz Resch, Sabine Herpertz: Psychotherapie des jungen Erwachsenenalters. Kohlhammer, Stuttgart 2015.
- mit Wolfgang Oelsner: Familienplanung 2.0. Vandenhoeck & Ruprecht, Göttingen 2022.

Als Herausgeber
- mit Manfred Döpfner, Franz Petermann: Buchreihe Leitfaden Kinder- und Jugendpsychotherapie
- mit Ulrike Lehmkuhl: Chronisch kranke Kinder und ihre Familien. Quintessenz, München 1996.
- mit Ulrike Lehmkuhl: Scheidung, Trennung, Kindeswohl: Diagnostische, therapeutische und juristische Aspekte. Deutscher Studien-Verlag, Weinheim 1997.
- Theorie und Praxis individualpsychologischer Gruppenpsychotherapie. Vandenhoeck und Ruprecht, Göttingen 2001.
- mit Jan Frölich, Kathrin Sevecke, Manfred Döpfner: Aufmerksamkeitsdefizit-, Hyperaktivitätsstörung im Kindes-, Jugend- und Erwachsenenalter. Unimed, Bremen 2004; 3. Auflage 2009.
- mit Alfred Wiater: Handbuch Kinderschlaf: Grundlagen, Diagnostik und Therapie organischer und nichtorganischer Schlafstörungen. Schattauer, Stuttgart 2011.
- mit Ursula Müller-Rösler, Wolfgang Oelsner: Entwicklung neu denken: Mit Kunst lehren und lernen. DuMont, Köln 2012.
- mit Fritz Poustka, Martin Holtmann, Hans Steiner: Lehrbuch der Kinder- und Jugendpsychiatrie. 2 Bände. Hogrefe, Göttingen 2013.